# Nebria livida
Artykuł ten został zgłoszony do umieszczenia na stronie głównej w rubryce „Czy wiesz”.
Pomóż nam go sprawdzić: oceń zgłoszoną nominację.
Nebria livida – gatunek chrząszcza z rodziny biegaczowatych i podrodziny leszowych. Zamieszkuje palearktyczną Eurazję od Europy Zachodniej po Daleki Wschód. Żyje na otwartych i wilgotnych pobrzeżach wód. Poluje na bezkręgowce.

## Taksonomia
Gatunek ten opisany został po raz pierwszy w 1758 roku przez Karola Linneusza w dziesiątym wydaniu Systema Naturae pod nazwą Carabus lividus. W 1802 roku Pierre-André Latreille umieścił go w nowym rodzaju Nebria. W 1937 roku René Jeannel wyznaczył go gatunkiem typowym nowego podrodzaju Nebria (Paranebria), który przez część autorów synonimizowany jest z podrodzajem Nebria (Epinebriola).
Max Bänninger w 1949 roku na łamach „Mitteilungen der Münchner Entomologischen Gesellschaft” wprowadził podział tego gatunku na dwa podgatunki:
- Nebria livida angulata Bänninger, 1949
- Nebria livida livida (Linnaeus, 1758)

## Morfologia

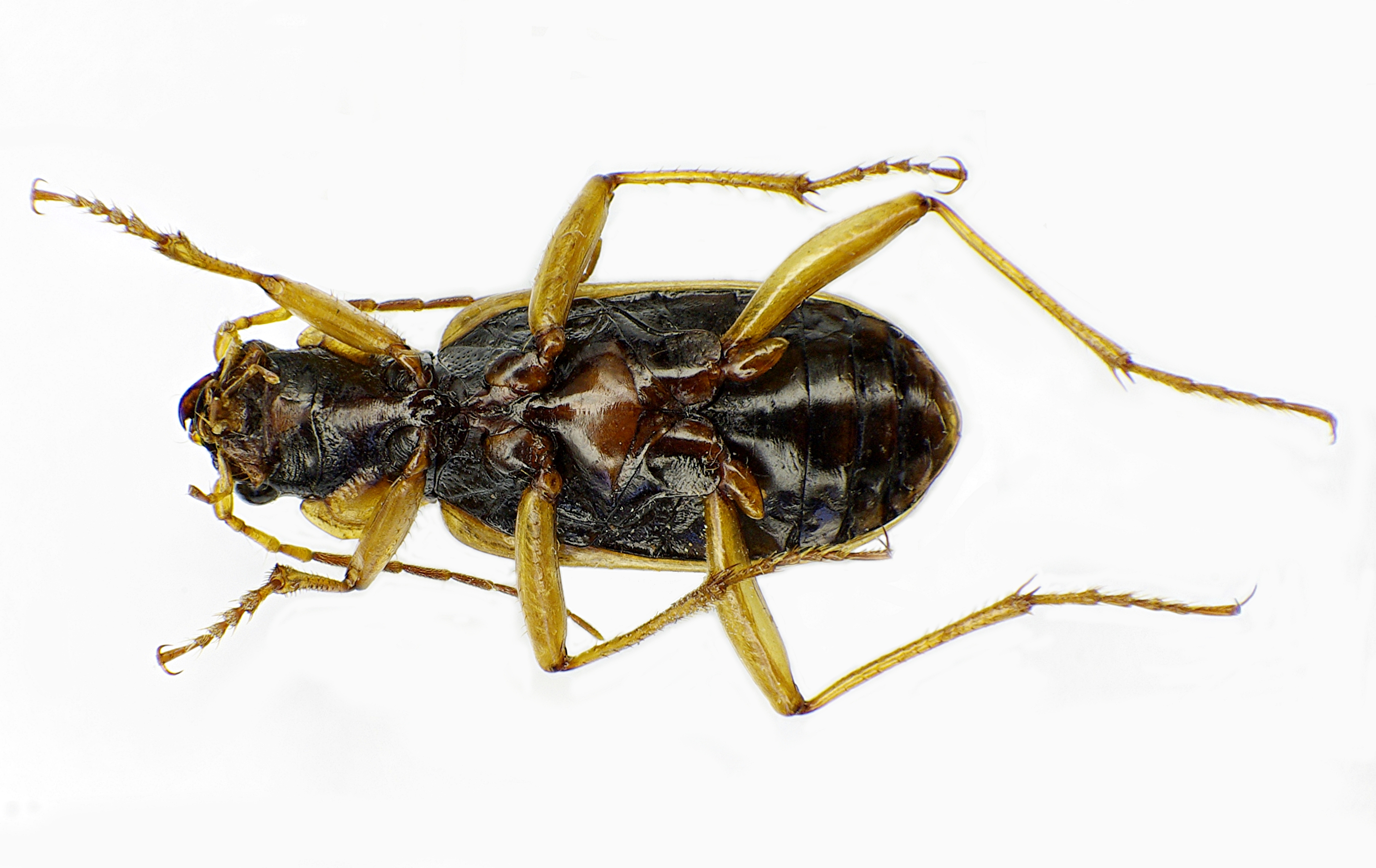
Imago, widok od spodu

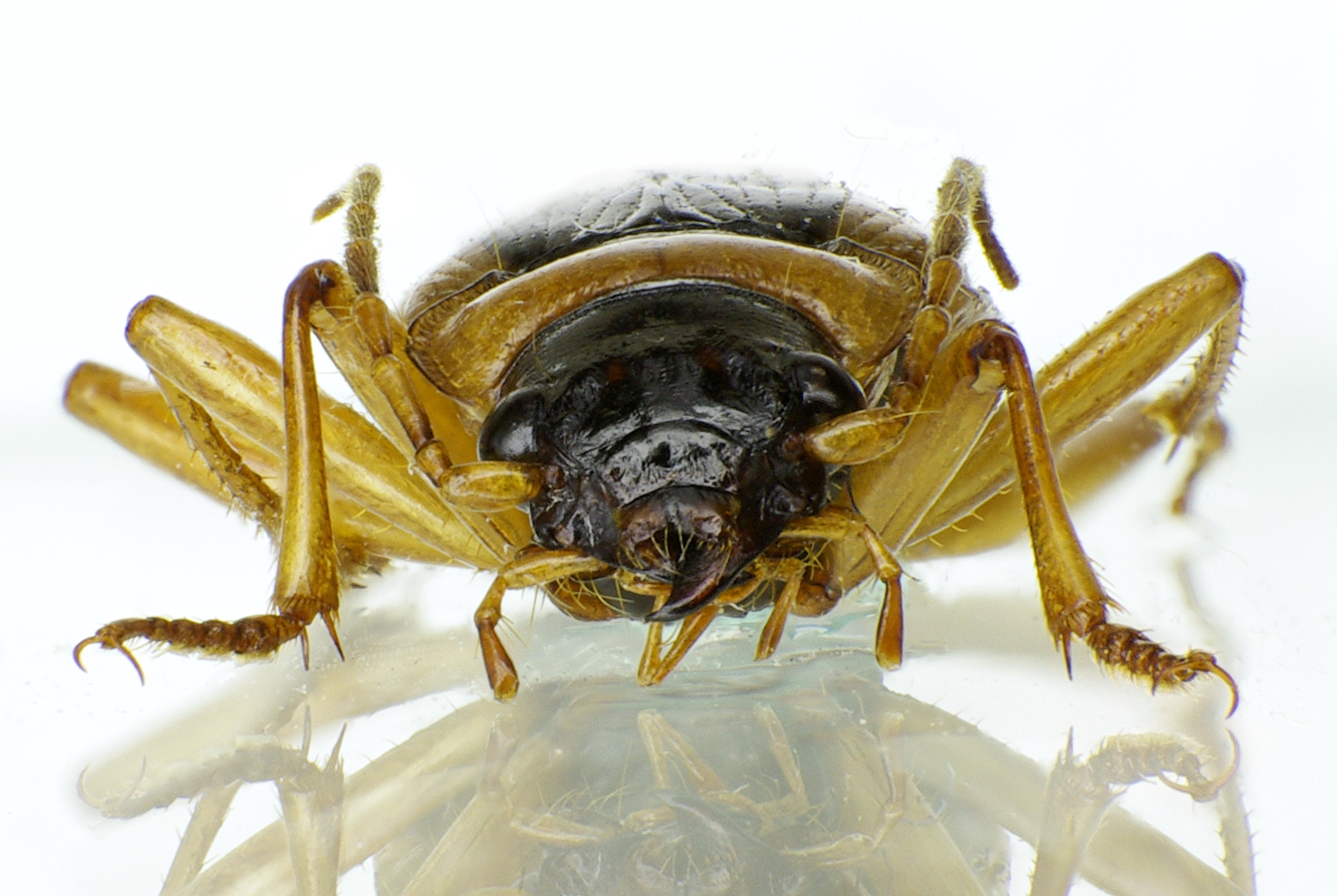
Imago, widok od przodu

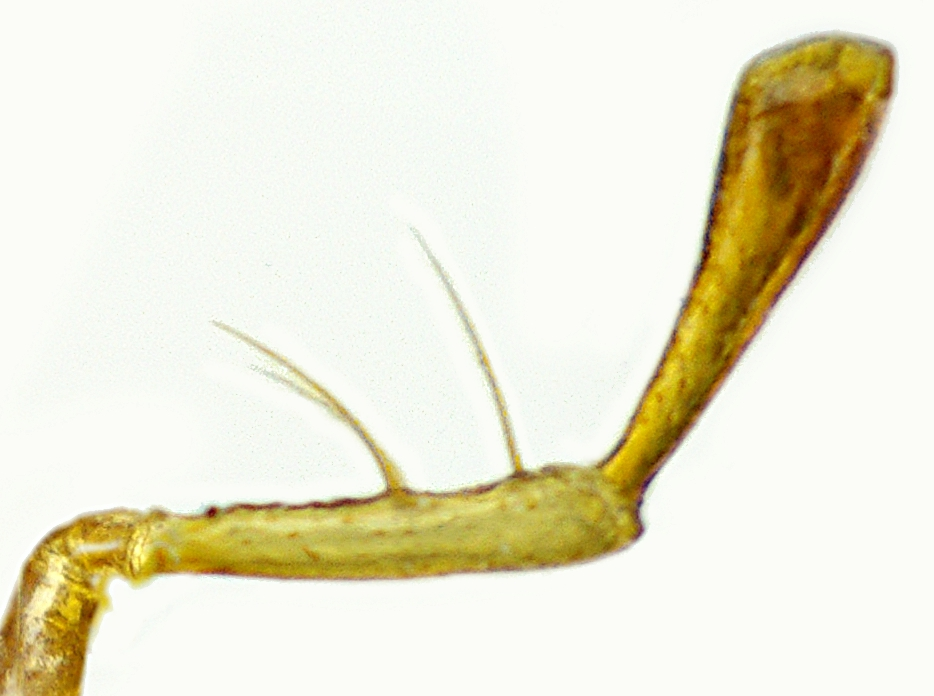
Głaszczek wargowy

Chrząszcz o ciele długości od 12 do 16,4 mm.
Głowa jest czarna. Czułki są żółtobrązowe do pomarańczowych z piaskowożółtymi nasadami. Na szczycie czwartego członu znajduje się co najmniej dziesięć szczecinek. Przedostatni człon głaszczków wargowych ma co najwyżej trzy szczecinki.
Przedplecze jest krótko-sercowate, bladożółte z czarnym środkowym odcinkiem brzegu przedniego i czarnym brzegiem tylnym. Występują dwie pary szczecinek na bocznych brzegach przedplecza, z których tylna leży w tylnych jego kątach. Pokrywy są czarne z piaskowożółtą do żółtoczerwonej obwódką brzegów bocznych i wierzchołkowych, zwykle szeroką, ale spotyka się też osobniki o obrzeżeniu wąskim i ograniczonym niemal do samego wierzchołka. Guzy barkowe są dobrze wykształcone. Punkty szczecinkowe (chetopory) obecne są przynajmniej w trzecim międzyrzędzie i nie mniej niż trzy. Ogólnie chetoporów grzbietowych na każdej pokrywie jest od trzech do siedmiu, a zazwyczaj pięć. Liczba chetoporów tarczkowych na każdej pokrywie wynosi od jednego do trzech, ale zwykle jeden. Podgięcia pokryw są piaskowożółte. Tylne skrzydła są w pełni ukształtowane. Episternity zatułowia cechują się gęstym i grubym punktowaniem. Odnóża są piaskowożółte do ceglastych z rdzawobrązowymi stawami. U samca przednia para stóp ma trzy człony rozszerzone.

## Ekologia i występowanie

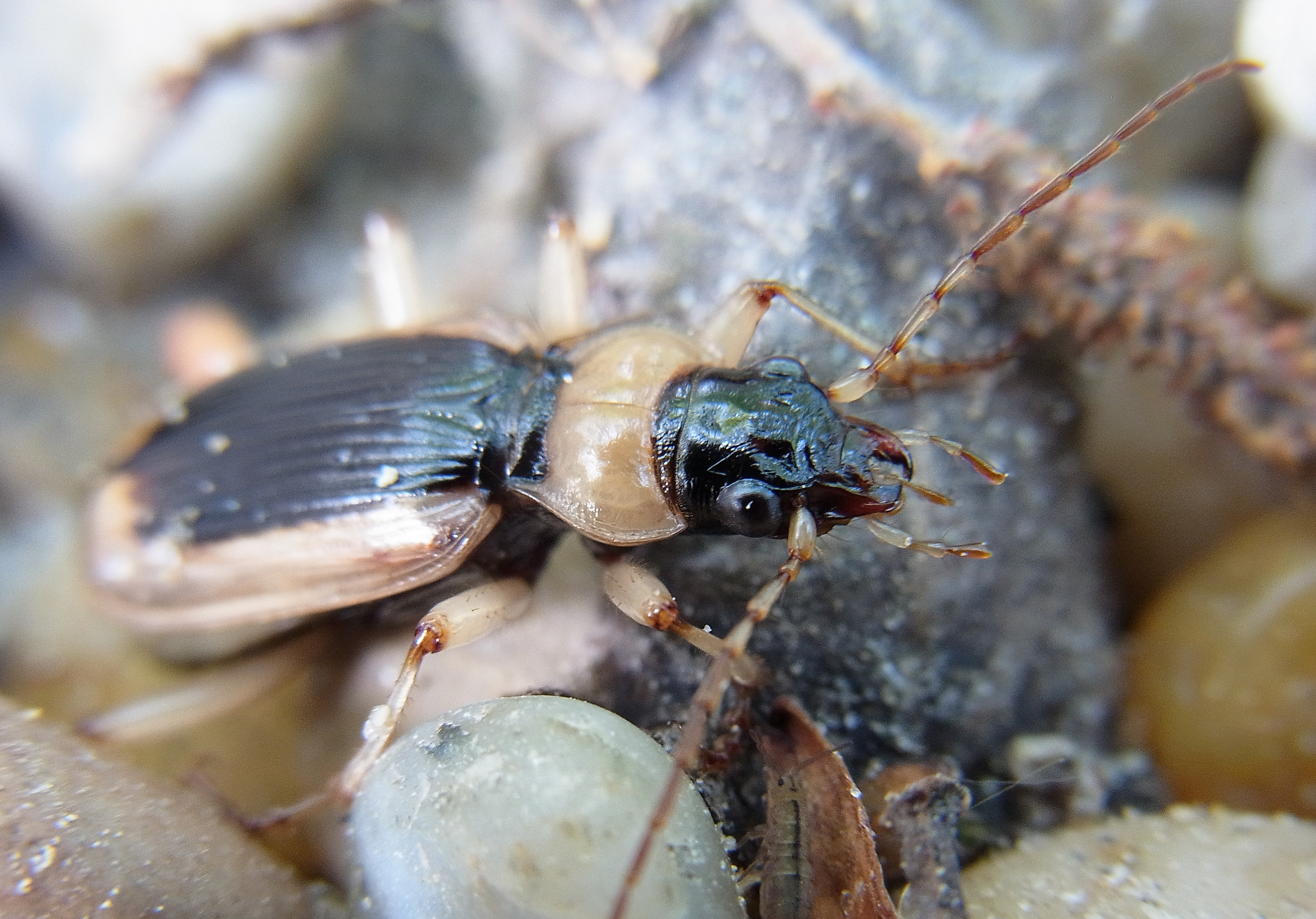
Imago w środowisku naturalnym

Owad rozmieszczony od nizin po pogórza. Zamieszkuje wybrzeża morskie oraz pobrzeża rzek, strumieni i jezior. Wybiera stanowiska jałowe, niezacienione i wilgotne, o podłożu piaszczystym, piaszczysto-żwirowym lub piaszczysto-gliniastym. Aktywny jest nocą. Dzień spędza kryjąc się w szparach gliniastych stromych brzegów, pod bryłami gleby, kamieniami i martwym drewnem. Jest drapieżnikiem polującym na skoczogonki, pająki, dorosłe i larwalne stadia owadów oraz dżdżownice.
Gatunek palearktyczny o trans-europejsko-syberyjskim typie rozsiedlenia. Podgatunek nominatywny podawany jest z Wielkiej Brytanii, Francji, Belgii, Holandii, Niemiec, Szwajcarii, Austrii, Włoch, Danii, Szwecji, Norwegii, Finlandii, Łotwy, Polski, Czech, Słowacji, Węgier, Białorusi, Ukrainy, Mołdawii, Rumunii oraz europejskiej i syberyjskiej części Rosji. Podgatunek N. l. angulata notowany jest z wschodniosyberyjskiej i dalekowschodniej części Rosji, Korei Północnej i Chin.
W Niemczech, Czechach i Polsce jest gatunkiem rzadkim. Na Czerwonej liście zwierząt ginących i zagrożonych w Polsce znalazł się jako gatunek krytycznie zagrożony (CR). Na „Czerwonej liście gatunków zagrożonych Republiki Czeskiej” z kolei umieszczony jest jako gatunek bliski zagrożenia wymarciem (NT). Na Słowacji ogólnie jest sporadycznie spotykany, ale lokalnie bywa pospolity.